# La Liga de 2021–22
A La Liga de 2021–22 (conhecida como La Liga Santander por razões de patrocínio) foi a 91ª edição da La Liga. Começou em 13 de agosto de 2021 e terminou em 22 de maio de 2022. O Atlético de Madrid entrou como atual campeão.

## Regulamento
Os 20 clubes se enfrentam em jogos de ida e volta no sistema de pontos corridos. O clube que somar o maior número de pontos será declarado campeão.
Além do campeão, o 2º, 3º e 4º colocados garantem vagas na Liga dos Campeões da UEFA. Já o 5º colocado tem vaga na UEFA Europa League, enquanto o 6º colocado ganha vaga na Liga Conferência Europa da UEFA.
Por outro lado, os três piores clubes da La Liga são rebaixados à Segunda Divisão Espanhola.

### Critérios de desempate
Em caso de empate entre dois clubes, os critérios serão:
1. Confronto direto
2. Saldo de gols
3. Gols marcados.

Mas se o empate envolver três ou mais clubes, os critérios de desempate serão:
1. Confronto direto entre as equipes envolvidas;
2. Saldo de gols apenas nos jogos entre as equipes envolvidas;
3. Saldo de gols no campeonato;
4. Gols marcados no campeonato;
5. Clube com melhor fair play.[2]

## Participantes

### Promovidos e rebaixados
| Pos. | Rebaixados da Primeira Divisão |
| ---- | ------------------------------ |
| 18°  | Huesca                         |
| 19°  | Valladolid                     |
| 20°  | Eibar                          |

| Pos. | Promovidos da Segunda Divisão |
| ---- | ----------------------------- |
| 1º   | Espanyol                      |
| 2º   | Mallorca                      |
| 6º   | Rayo Vallecano (Play-offs)    |

### Informações das equipes
Atlético Madrid

Getafe

Rayo Vallecano

Real Madrid
| Nº de equipes | Comunidade autónoma   | Equipes                                                  |
| ------------- | --------------------- | -------------------------------------------------------- |
| 4             | Andaluzia             | Betis, Cádiz, Granada e Sevilla                          |
| 4             | Comunidade de Madrid  | Atlético de Madrid, Getafe, Rayo Vallecano e Real Madrid |
| 4             | Comunidade Valenciana | Elche, Levante, Valencia e Villarreal                    |
| 3             | País Basco            | Alavés, Athletic Bilbao e Real Sociedad                  |
| 2             | Catalunha             | Barcelona e Espanyol                                     |
| 1             | Baleares              | Mallorca                                                 |
| 1             | Galiza                | Celta de Vigo                                            |
| 1             | Navarra               | Osasuna                                                  |

| Equipe             | Cidade                | Treinador             | Estádio (mando)        | Capacidade | Títulos        | Material Esportivo |
| ------------------ | --------------------- | --------------------- | ---------------------- | ---------- | -------------- | ------------------ |
| Alavés             | Vitoria-Gasteiz       | Julio Velázquez       | Mendizorroza           | 19.840     | 0 (não possui) | Kelme              |
| Athletic Bilbao    | Bilbau                | Marcelino             | San Mamés              | 53.289     | 8              | New Balance        |
| Atlético de Madrid | Madrid                | Diego Simeone         | Wanda Metropolitano    | 68.456     | 11             | Nike               |
| Barcelona          | Barcelona             | Xavi                  | Camp Nou               | 99.354     | 26             | Nike               |
| Betis              | Sevilha               | Manuel Pellegrini     | Benito Villamarín      | 60.721     | 1              | Kappa              |
| Cádiz              | Cádis                 | Sergio                | Nuevo Mirandilla       | 22.000     | 0 (não possui) | Adidas             |
| Celta de Vigo      | Vigo                  | Eduardo Coudet        | Abanca-Balaídos        | 29.000     | 0 (não possui) | Adidas             |
| Elche              | Elche                 | Francisco             | Manuel Martínez Valero | 33.732     | 0 (não possui) | Hummel             |
| Espanyol           | Cornellà de Llobregat | Vicente Moreno        | RCDE Stadium           | 40.000     | 0 (não possui) | Kelme              |
| Getafe             | Getafe                | Quique Sánchez Flores | Coliseum Alfonso Pérez | 17.000     | 0 (não possui) | Joma               |
| Granada            | Granada               | Aitor Karanka         | Nuevo Los Cármenes     | 19.336     | 0 (não possui) | Nike               |
| Levante            | Valência              | Alessio Lisci         | Ciutat de València     | 26.354     | 0 (não possui) | Macron             |
| Mallorca           | Palma de Maiorca      | Javier Aguirre        | Visit Mallorca Estadi  | 24.262     | 0 (não possui) | Umbro              |
| Osasuna            | Pamplona              | Jagoba Arrasate       | El Sadar               | 18.735     | 0 (não possui) | Adidas             |
| Rayo Vallecano     | Madrid                | Andoni Iraola         | Vallecas               | 14.790     | 0 (não possui) | Umbro              |
| Real Madrid        | Madrid                | Carlo Ancelotti       | Santiago Bernabéu      | 81.044     | 34             | Adidas             |
| Real Sociedad      | San Sebastián         | Imanol Alguacil       | Reale Arena            | 40.000     | 2              | Macron             |
| Sevilla            | Sevilha               | Julen Lopetegui       | Ramón Sánchez Pizjuán  | 43.833     | 1              | Nike               |
| Valencia           | Valência              | Pepe Bordalás         | Mestalla               | 55.000     | 6              | Puma               |
| Villarreal         | Vila-real             | Unai Emery            | La Cerámica            | 23.500     | 0 (não possui) | Joma               |

### Mudança de treinadores
| Clube       | Antecessor           | Motivo                       | Data da vaga           | Pos.          | Sucessor              | Data da nomeação       | Ref.          |
| ----------- | -------------------- | ---------------------------- | ---------------------- | ------------- | --------------------- | ---------------------- | ------------- |
| Valencia    | Voro (interino)      | Fim do período como interino | 22 de maio de 2021     | Pré-temporada | Pepe Bordalás         | 27 de maio de 2021     | [ 14 ] [ 12 ] |
| Getafe      | Pepe Bordalás        | Consenso mútuo               | 26 de maio de 2021     | Pré-temporada | Míchel                | 27 de maio de 2021     | [ 15 ] [ 16 ] |
| Real Madrid | Zinedine Zidane      | Resignado                    | 27 de maio de 2021     | Pré-temporada | Carlo Ancelotti       | 1 de junho de 2021     | [ 17 ] [ 18 ] |
| Granada     | Diego Martínez       | Resignado                    | 27 de maio de 2021     | Pré-temporada | Robert Moreno         | 18 de junho de 2021    | [ 19 ] [ 20 ] |
| Levante     | Paco López           | Demitido                     | 3 de outubro de 2021   | 18º           | Javier Pereira        | 7 de outubro de 2021   | [ 21 ] [ 22 ] |
| Getafe      | Míchel               | Demitido                     | 4 de outubro de 2021   | 20º           | Quique Sánchez Flores | 6 de outubro de 2021   | [ 23 ] [ 24 ] |
| Barcelona   | Ronald Koeman        | Demitido                     | 27 de outubro de 2021  | 9º            | Xavi                  | 5 de novembro de 2021  | [ 25 ] [ 26 ] |
| Elche       | Fran Escribá         | Demitido                     | 21 de novembro de 2021 | 18º           | Francisco             | 28 de novembro de 2021 | [ 27 ] [ 28 ] |
| Levante     | Javier Pereira       | Demitido                     | 29 de novembro de 2021 | 20º           | Alessio Lisci         | 7 de dezembro de 2021  | [ 29 ] [ 30 ] |
| Alavés      | Javier Calleja       | Demitido                     | 28 de dezembro de 2021 | 18º           | José Luis Mendilibar  | 28 de dezembro de 2021 | [ 31 ] [ 32 ] |
| Cádiz       | Álvaro Cervera       | Demitido                     | 11 de janeiro de 2022  | 19º           | Sergio                | 11 de janeiro de 2022  | [ 33 ] [ 34 ] |
| Granada     | Robert Moreno        | Demitido                     | 6 de março de 2022     | 17º           | Aitor Karanka         | 18 de abril de 2022    | [ 36 ] [ 37 ] |
| Mallorca    | Luis García Plaza    | Demitido                     | 22 de março de 2022    | 18º           | Javier Aguirre        | 24 de março de 2022    | [ 38 ]        |
| Alavés      | José Luis Mendilibar | Demitido                     | 3 de abril de 2022     | 20º           | Julio Velázquez       | 5 de abril de 2022     | [ 39 ] [ 40 ] |

## Classificação
Atualizado em 22 de maio de 2022.
| Pos | Equipe             | Pts | J  | V  | E  | D  | GP | GC | SG  | Classificação ou descenso                                   |
| --- | ------------------ | --- | -- | -- | -- | -- | -- | -- | --- | ----------------------------------------------------------- |
| 1   | Real Madrid (C)    | 86  | 38 | 26 | 8  | 4  | 80 | 31 | +49 | Fase de grupos da Liga dos Campeões da UEFA de 2022–23      |
| 2   | Barcelona          | 73  | 38 | 21 | 10 | 7  | 68 | 38 | +30 | Fase de grupos da Liga dos Campeões da UEFA de 2022–23      |
| 3   | Atlético de Madrid | 71  | 38 | 21 | 8  | 9  | 65 | 43 | +22 | Fase de grupos da Liga dos Campeões da UEFA de 2022–23      |
| 4   | Sevilla            | 70  | 38 | 18 | 16 | 4  | 53 | 30 | +23 | Fase de grupos da Liga dos Campeões da UEFA de 2022–23      |
| 5   | Betis              | 65  | 38 | 19 | 8  | 11 | 62 | 40 | +22 | Fase de grupos da Liga Europa da UEFA de 2022–23            |
| 6   | Real Sociedad      | 62  | 38 | 17 | 11 | 10 | 40 | 37 | +3  | Fase de grupos da Liga Europa da UEFA de 2022–23            |
| 7   | Villarreal         | 59  | 38 | 16 | 11 | 11 | 63 | 37 | +26 | Play-offs da Liga Conferência Europa da UEFA de 2022–23     |
| 8   | Athletic Bilbao    | 55  | 38 | 14 | 13 | 11 | 43 | 36 | +7  |                                                             |
| 9   | Valencia           | 48  | 38 | 11 | 15 | 12 | 48 | 53 | −5  |                                                             |
| 10  | Osasuna            | 47  | 38 | 12 | 11 | 15 | 37 | 51 | −14 |                                                             |
| 11  | Celta de Vigo      | 46  | 38 | 12 | 10 | 16 | 43 | 43 | 0   |                                                             |
| 12  | Rayo Vallecano     | 42  | 38 | 11 | 9  | 18 | 39 | 50 | −11 |                                                             |
| 13  | Elche              | 42  | 38 | 11 | 9  | 18 | 40 | 52 | −12 |                                                             |
| 14  | Espanyol           | 42  | 38 | 10 | 12 | 16 | 40 | 53 | −13 |                                                             |
| 15  | Getafe             | 39  | 38 | 8  | 15 | 15 | 33 | 41 | −8  |                                                             |
| 16  | Mallorca           | 39  | 38 | 10 | 9  | 19 | 36 | 63 | −27 |                                                             |
| 17  | Cádiz              | 39  | 38 | 8  | 15 | 15 | 35 | 51 | −16 |                                                             |
| 18  | Granada (R)        | 38  | 38 | 8  | 14 | 16 | 44 | 61 | −17 | Zona de rebaixamento à Segunda Divisão Espanhola de 2022–23 |
| 19  | Levante (R)        | 35  | 38 | 8  | 11 | 19 | 51 | 76 | −25 | Zona de rebaixamento à Segunda Divisão Espanhola de 2022–23 |
| 20  | Alavés (R)         | 31  | 38 | 8  | 7  | 23 | 31 | 65 | −34 | Zona de rebaixamento à Segunda Divisão Espanhola de 2022–23 |

1. 1 2  Como os vencedores da Copa del Rey de 2021–22, Real Betis, se classificaram para as competições europeias com base na posição da liga, a vaga na Liga Europa concedida aos vencedores da Copa del Rey foi passada para o sexto colocado, e o A vaga na Europa Conference League concedida ao sexto colocado foi passada para o sétimo colocado.
2. 1 2 3  Pontos de confronto direto: Rayo Vallecano 9, Elche 7, Espanyol 1.
3. 1 2 3  Confrontos diretos: Getafe 8, Mallorca 5, Cádis 2.

## Confrontos
| Mandante \ Visitante | ALA | ATH | ATM | BAR | CAD | CEL | ELC | ESP | GET | GRA | LEV | MLL | OSA | RAY | BET | RMA | RSO | SEV | VAL | VIL |
| -------------------- | --- | --- | --- | --- | --- | --- | --- | --- | --- | --- | --- | --- | --- | --- | --- | --- | --- | --- | --- | --- |
| Alavés               | —   | 0–0 | 1–0 | 0–1 | 0–1 | 1–2 | 1–0 | 2–1 | 1–1 | 2–3 | 2–1 | 0–1 | 0–2 | 1–0 | 0–1 | 1–4 | 1–1 | 0–0 | 2–1 | 2–1 |
| Athletic Bilbao      | 1–0 | —   | 2–0 | 1–1 | 0–1 | 0–2 | 2–1 | 2–1 | 1–1 | 2–2 | 3–1 | 2–0 | 2–0 | 1–2 | 3–2 | 1–2 | 4–0 | 0–1 | 0–0 | 2–1 |
| Atlético de Madrid   | 4–1 | 0–0 | —   | 2–0 | 2–1 | 2–0 | 1–0 | 2–1 | 4–3 | 0–0 | 0–1 | 1–2 | 1–0 | 2–0 | 3–0 | 1–0 | 2–2 | 1–1 | 3–2 | 2–2 |
| Barcelona            | 1–1 | 4–0 | 4–2 | —   | 0–1 | 3–1 | 3–2 | 1–0 | 2–1 | 1–1 | 3–0 | 2–1 | 4–0 | 0–1 | 0–1 | 1–2 | 4–2 | 1–0 | 3–1 | 0–2 |
| Cádiz                | 0–2 | 2–3 | 1–4 | 0–0 | —   | 0–0 | 3–0 | 2–2 | 1–1 | 1–1 | 1–1 | 1–1 | 2–3 | 2–0 | 1–2 | 1–1 | 0–2 | 0–1 | 0–0 | 1–0 |
| Celta de Vigo        | 4–0 | 0–1 | 1–2 | 3–3 | 1–2 | —   | 1–0 | 3–1 | 0–2 | 1–0 | 1–1 | 4–3 | 2–0 | 2–0 | 0–0 | 1–2 | 0–2 | 0–1 | 1–2 | 1–1 |
| Elche                | 3–1 | 0–0 | 0–2 | 1–2 | 3–1 | 1–0 | —   | 2–2 | 3–1 | 0–0 | 1–1 | 3–0 | 1–1 | 2–1 | 0–3 | 1–2 | 1–2 | 1–1 | 0–1 | 1–0 |
| Espanyol             | 1–0 | 1–1 | 1–2 | 2–2 | 2–0 | 1–0 | 1–2 | —   | 2–0 | 2–0 | 4–3 | 1–0 | 1–1 | 0–1 | 1–4 | 2–1 | 1–0 | 1–1 | 1–1 | 0–0 |
| Getafe               | 2–2 | 0–0 | 1–2 | 0–0 | 4–0 | 0–3 | 0–1 | 2–1 | —   | 4–2 | 3–0 | 1–0 | 1–0 | 0–0 | 0–0 | 1–0 | 1–1 | 0–1 | 0–0 | 1–2 |
| Granada              | 2–1 | 1–0 | 2–1 | 1–1 | 0–0 | 1–1 | 0–1 | 0–0 | 1–1 | —   | 1–4 | 4–1 | 0–2 | 2–2 | 1–2 | 1–4 | 2–3 | 1–0 | 1–1 | 1–4 |
| Levante              | 3–1 | 0–0 | 2–2 | 2–3 | 0–2 | 0–2 | 3–0 | 1–1 | 0–0 | 0–3 | —   | 2–0 | 0–0 | 1–1 | 2–4 | 3–3 | 2–1 | 2–3 | 3–4 | 2–0 |
| Mallorca             | 2–1 | 3–2 | 1–0 | 0–1 | 2–1 | 0–0 | 2–2 | 1–0 | 0–0 | 2–6 | 1–0 | —   | 2–3 | 2–1 | 1–1 | 0–3 | 0–2 | 1–1 | 0–1 | 0–0 |
| Osasuna              | 1–0 | 1–3 | 0–3 | 2–2 | 2–0 | 0–0 | 1–1 | 0–0 | 1–1 | 1–1 | 3–1 | 0–2 | —   | 1–0 | 1–3 | 1–3 | 0–2 | 0–0 | 1–4 | 1–0 |
| Rayo Vallecano       | 2–0 | 0–1 | 0–1 | 1–0 | 3–1 | 0–0 | 2–1 | 1–0 | 3–0 | 4–0 | 2–4 | 3–1 | 0–3 | —   | 1–1 | 0–1 | 1–1 | 1–1 | 1–1 | 1–5 |
| Betis                | 4–0 | 1–0 | 1–3 | 1–2 | 1–1 | 0–2 | 0–1 | 2–2 | 2–0 | 2–0 | 3–1 | 2–1 | 4–1 | 3–2 | —   | 0–1 | 4–0 | 0–2 | 4–1 | 0–2 |
| Real Madrid          | 3–0 | 1–0 | 2–0 | 0–4 | 0–0 | 5–2 | 2–2 | 4–0 | 2–0 | 1–0 | 6–0 | 6–1 | 0–0 | 2–1 | 0–0 | —   | 4–1 | 2–1 | 4–1 | 0–0 |
| Real Sociedad        | 1–0 | 1–1 | 1–2 | 0–1 | 3–0 | 1–0 | 1–0 | 1–0 | 0–0 | 2–0 | 1–0 | 1–0 | 1–0 | 1–0 | 0–0 | 0–2 | —   | 0–0 | 0–0 | 1–3 |
| Sevilla              | 2–2 | 1–0 | 2–1 | 1–1 | 1–1 | 2–2 | 2–0 | 2–0 | 1–0 | 4–2 | 5–3 | 0–0 | 2–0 | 3–0 | 2–1 | 2–3 | 0–0 | —   | 3–1 | 1–0 |
| Valencia             | 3–0 | 1–1 | 3–3 | 1–4 | 0–0 | 2–0 | 2–1 | 1–2 | 1–0 | 3–1 | 1–1 | 2–2 | 1–2 | 1–1 | 0–3 | 1–2 | 0–0 | 1–1 | —   | 2–0 |
| Villarreal           | 5–2 | 1–1 | 2–2 | 1–3 | 3–3 | 1–0 | 4–1 | 5–1 | 1–0 | 0–0 | 5–0 | 3–0 | 1–2 | 2–0 | 2–0 | 0–0 | 1–2 | 1–1 | 2–0 | —   |

## Desempenho por rodada
Clubes que lideraram o campeonato ao final de cada rodada:
| Rodadas | Rodadas | Rodadas | Rodadas | Rodadas | Rodadas | Rodadas | Rodadas | Rodadas | Rodadas | Rodadas | Rodadas | Rodadas | Rodadas | Rodadas | Rodadas | Rodadas | Rodadas | Rodadas | Rodadas | Rodadas | Rodadas | Rodadas | Rodadas | Rodadas | Rodadas | Rodadas | Rodadas | Rodadas | Rodadas | Rodadas | Rodadas | Rodadas | Rodadas | Rodadas | Rodadas | Rodadas | Rodadas |
| ------- | ------- | ------- | ------- | ------- | ------- | ------- | ------- | ------- | ------- | ------- | ------- | ------- | ------- | ------- | ------- | ------- | ------- | ------- | ------- | ------- | ------- | ------- | ------- | ------- | ------- | ------- | ------- | ------- | ------- | ------- | ------- | ------- | ------- | ------- | ------- | ------- | ------- |
| 1       | 2       | 3       | 4       | 5       | 6       | 7       | 8       | 9       | 10      | 11      | 12      | 13      | 14      | 15      | 16      | 17      | 18      | 19      | 20      | 21      | 22      | 23      | 24      | 25      | 26      | 27      | 28      | 29      | 30      | 31      | 32      | 33      | 34      | 35      | 36      | 37      | 38      |
| RMA     | SEV     | RMA     | RMA     | RMA     | RMA     | RMA     | RMA     | RSO     | RSO     | RSO     | RSO     | RSO     | RMA     | RMA     | RMA     | RMA     | RMA     | RMA     | RMA     | RMA     | RMA     | RMA     | RMA     | RMA     | RMA     | RMA     | RMA     | RMA     | RMA     | RMA     | RMA     | RMA     | RMA     | RMA     | RMA     | RMA     | RMA     |

Clubes que ficaram na última posição do campeonato ao final de cada rodada:
| Rodadas | Rodadas | Rodadas | Rodadas | Rodadas | Rodadas | Rodadas | Rodadas | Rodadas | Rodadas | Rodadas | Rodadas | Rodadas | Rodadas | Rodadas | Rodadas | Rodadas | Rodadas | Rodadas | Rodadas | Rodadas | Rodadas | Rodadas | Rodadas | Rodadas | Rodadas | Rodadas | Rodadas | Rodadas | Rodadas | Rodadas | Rodadas | Rodadas | Rodadas | Rodadas | Rodadas | Rodadas | Rodadas |
| ------- | ------- | ------- | ------- | ------- | ------- | ------- | ------- | ------- | ------- | ------- | ------- | ------- | ------- | ------- | ------- | ------- | ------- | ------- | ------- | ------- | ------- | ------- | ------- | ------- | ------- | ------- | ------- | ------- | ------- | ------- | ------- | ------- | ------- | ------- | ------- | ------- | ------- |
| 1       | 2       | 3       | 4       | 5       | 6       | 7       | 8       | 9       | 10      | 11      | 12      | 13      | 14      | 15      | 16      | 17      | 18      | 19      | 20      | 21      | 22      | 23      | 24      | 25      | 26      | 27      | 28      | 29      | 30      | 31      | 32      | 33      | 34      | 35      | 36      | 37      | 38      |
| RAY     | RAY     | ALA     | ALA     | ALA     | ALA     | GET     | GET     | GET     | GET     | GET     | GET     | GET     | LEV     | LEV     | LEV     | LEV     | LEV     | LEV     | LEV     | LEV     | LEV     | LEV     | LEV     | LEV     | LEV     | LEV     | LEV     | LEV     | ALA     | ALA     | ALA     | ALA     | LEV     | ALA     | LEV     | ALA     | ALA     |

## Estatísticas
Atualizado em 22 de maio de 2022.
| Pos. | Jogador                   | Equipe             | Gols |
| ---- | ------------------------- | ------------------ | ---- |
| 1    | Karim Benzema             | Real Madrid        | 27   |
| 2    | Iago Aspas                | Celta de Vigo      | 18   |
| 3    | Raúl de Tomás             | Espanyol           | 17   |
| 3    | Vinícius Júnior           | Real Madrid        | 17   |
| 5    | Juanmi                    | Betis              | 16   |
| 5    | Enes Ünal                 | Getafe             | 16   |
| 7    | Joselu                    | Alavés             | 14   |
| 8    | José Luis Morales         | Levante            | 13   |
| 9    | Ángel Correa              | Atlético de Madrid | 12   |
| 9    | Memphis Depay             | Barcelona          | 12   |
| 11   | Pierre-Emerick Aubameyang | Barcelona          | 11   |
| 11   | Gonçalo Guedes            | Valencia           | 11   |
| 11   | Carlos Soler              | Valencia           | 11   |
| 11   | Luis Suárez               | Atlético de Madrid | 11   |

| Pos. | Jogador           | Equipe          | Assists. |
| ---- | ----------------- | --------------- | -------- |
| 1    | Ousmane Dembélé   | Barcelona       | 13       |
| 2    | Karim Benzema     | Real Madrid     | 12       |
| 3    | Jordi Alba        | Barcelona       | 10       |
| 3    | Iker Muniain      | Athletic Bilbao | 10       |
| 3    | Vinícius Júnior   | Real Madrid     | 10       |
| 3    | Dani Parejo       | Villarreal      | 10       |
| 7    | Sergi Darder      | Espanyol        | 9        |
| 7    | Óscar Trejo       | Rayo Vallecano  | 9        |
| 9    | Nabil Fekir       | Betis           | 8        |
| 9    | Luka Modrić       | Real Madrid     | 8        |
| 11   | Sergio Canales    | Betis           | 7        |
| 11   | Jorge de Frutos   | Levante         | 7        |
| 11   | José Luis Morales | Levante         | 7        |

### Hat-tricks
| Jogador                   | Para            | Contra        | Resultado | Data                    | Ref.   |
| ------------------------- | --------------- | ------------- | --------- | ----------------------- | ------ |
| Karim Benzema             | Real Madrid     | Celta de Vigo | 5–2       | 12 de setembro de 2021  | [ 43 ] |
| Marco Asensio             | Real Madrid     | Mallorca      | 6–1       | 22 de setembro de 2021  | [ 44 ] |
| Anthony Lozano            | Cádiz           | Villarreal    | 3–3       | 27 de outubro de 2021   | [ 45 ] |
| Juanmi                    | Betis           | Levante       | 3–1       | 29 de novembro de 2021  | [ 46 ] |
| Jorge Molina              | Granada         | Mallorca      | 4–1       | 19 de dezembro de 2021  | [ 47 ] |
| Oihan Sancet              | Athletic Bilbao | Osasuna       | 3–1       | 3 de janeiro de 2022    | [ 48 ] |
| Arnaut Danjuma            | Villarreal      | Granada       | 4–1       | 19 de fevereiro de 2022 | [ 49 ] |
| Pierre-Emerick Aubameyang | Barcelona       | Valencia      | 4–1       | 20 de fevereiro de 2022 | [ 50 ] |
| Vinícius Júnior           | Real Madrid     | Levante       | 6–0       | 12 de maio de 2022      | [ 51 ] |

### Poker-tricks
| Jogador     | Para       | Contra   | Resultado | Data                    | Ref.   |
| ----------- | ---------- | -------- | --------- | ----------------------- | ------ |
| Yeremi Pino | Villarreal | Espanyol | 5–1       | 27 de fevereiro de 2022 | [ 52 ] |

## Prêmios

### Jogador do mês
| Mês       | Jogador          | Equipe             | Ref.   |
| --------- | ---------------- | ------------------ | ------ |
| Setembro  | Karim Benzema    | Real Madrid        | [ 53 ] |
| Outubro   | Robin Le Normand | Real Sociedad      | [ 54 ] |
| Novembro  | Vinícius Júnior  | Real Madrid        | [ 55 ] |
| Dezembro  | Juanmi           | Betis              | [ 56 ] |
| Janeiro   | Ángel Correa     | Atlético de Madrid | [ 57 ] |
| Fevereiro | Thibaut Courtois | Real Madrid        | [ 58 ] |
| Março     | João Félix       | Atlético de Madrid | [ 59 ] |
| Abril     | Karim Benzema    | Real Madrid        | [ 60 ] |
| Maio      | Vedat Muriqi     | Mallorca           | [ 61 ] |

### Prêmios anuais
| Prêmio                    | Jogador                  | Equipe                   | Ref. |
| ------------------------- | ------------------------ | ------------------------ | ---- |
| Troféu Alfredo Di Stéfano | Karim Benzema            | Real Madrid              |      |
| Troféu Pichichi           | Karim Benzema            | Real Madrid              |      |
| Troféu Zarra              | Iago Aspas               | Celta de Vigo            |      |
| Troféu Zarra              | Raúl de Tomás            | Espanyol                 |      |
| Troféu Miguel Muñoz       | Carlo Ancelotti          | Real Madrid              |      |
| Troféu Miguel Muñoz       | Manuel Pellegrini        | Betis                    |      |
| Troféu Zamora             | Yassine Bounou           | Sevilla                  |      |
| Troféu Guruceta           | Miguel Ángel Ortiz Arias | Miguel Ángel Ortiz Arias |      |